# Kel Ahaggar
Kel Ahaggar (in italiano: quelli del Ahaggar) è una confederazione Tuareg che abita la regione del massiccio dell'Ahaggar, nel Sahara algerino. La confederazione fa risalire la sua fondazione a Tin Hinan, semi-leggendaria progenitrice dei Tuareg vissuta attorno al IV secolo, ma fu istituita ufficialmente attorno al 1750. È stata in gran parte sterminata, nel 1977, dal governo algerino.
Le tribù Kel Ahaggar vengono fatte discendere dalla tribù berbera Houara e parlano il tahaggart, una variante dialettale del lingua tuareg.

## Tribù di Kel Ahaggar
- Aït Loaien
- Dag Rali
- Iregenaten
- Kel Real
- Kel Silet
- Taitoq
- Tégéhé Millet